# Noriko Awaya

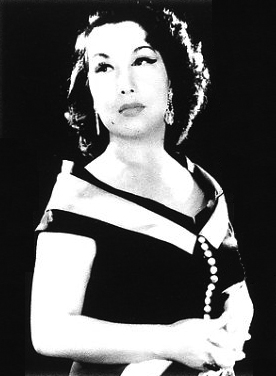
Noriko Awaya, 1930er-Jahre

 Noriko Awaya (japanisch 淡谷 のり子 Awaya Noriko; * 12. August 1907 in Aomori, Japan; † 22. September 1999 in Ōta (Tokio), Japan) war eine japanische Sängerin. Sie wurde später eine Pionierin der japanischen Chansonszene und wurde "ブルースの女王" (The Queen of Blues) genannt, weil viele ihrer Songs das Wort Blues im Titel enthielten.

## Leben und Werk

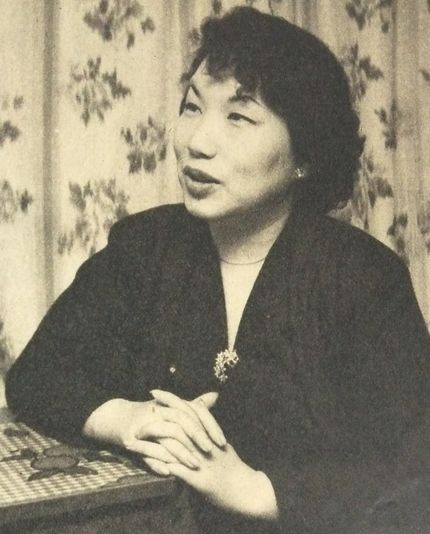
Awaya Noriko, 1953

Awaya war die älteste Tochter eines wohlhabenden Textilhändlers. 1910 wurde das Haus ihrer Familie durch einen Brand in der Stadt Aomori zerstört. 1923 zog sie zusammen mit ihrer Mutter und ihrer jüngeren Schwester nach Tokio und wurde in die Klavierabteilung des Toyo College of Music aufgenommen. Sie spezialisierte sich zunächst auf Klavier und dann auf Gesang. Sie bezahlte ihre Ausbildung, indem sie für ein Jahr ihr Studium unterbrach und als Aktmodell für Kunststudenten und Maler arbeitete.  Mit dem Ziel, Opernsängerin zu werden, studierte sie klassische Musik und schloss ihre Ausbildung 1929 als Klassenbeste ab. Sie wurde eine klassische Sängerin, begann jedoch bald populäre Lieder zu singen, da das Gehalt eines klassischen Musikers sehr gering war.
1929 unterschrieb sie einen Vertrag bei Polydor Records und wurde die erste Sängerin populärer Lieder, die eine klassische Musikschule absolviert hatte. Sie wechselte 1931 zu Columbia Records, als sie ihren ersten Hit Watashi Konogoro Youtsuyo („I’m Feeling So Down These Days“) aufnahm. Mit  Hits wie Wakare No Blues („Farewell Blues“, 1937), Ame No Blues („Rainy Blues“, 1930) und Tokyo Blues (1939) wurde sie als Queen of The Blues bekannt. Das Wort Blues bezieht sich jedoch auf langsame Lieder in Moll mit melancholischen Texten, die wenig Affinität zum westlichen Blues haben, und wird als Teil von Kayōkyoku kategorisiert, der früher am weitesten verbreiteten und typisch japanischen Form populärer Lieder.
1939 nahm sie das Lied Yoru no Platform (夜のプラットホーム, Night Platform) für den Film Tokyo no Josei auf, in dem Setsuko Hara die Hauptrolle spielte. Das Lied wurde jedoch von den japanischen Behörden verboten. Im selben Jahr gab sie bekannt, dass sie unverheiratet sei und eine Tochter habe.
Obwohl sie viele Auftritte vor Militärpublikum gab, geriet sie regelmäßig mit den Kriegsbehörden in Konflikt. Sie wurde dafür kritisiert, dass sie in teuren Kleidern, Make-up und Dauerwellen auftrat, was während des Krieges nicht erlaubt war, und mehrere ihrer Lieder wurden verboten. Sie sang für britische und amerikanische Kriegsgefangene auf Englisch, was während des Krieges ebenfalls verboten war.
Sie wurde 1998 in ihrer Heimatstadt Aomori zur Ehrenbürgerin ernannt und starb 1999 im Alter von 92 Jahren.

## Auszeichnungen (Auswahl)
- 1972: Medaille mit dem Purpurband[5]
- 1979: Orden der Edlen Krone[6]

## Diskografie
- 1929: Yoru no Tokyo (夜 の 東京, Noche de Tokio)
- 1930: Desfile del amor
- 1934: Veny Ven
- 1935: Doña Marriquita
- 1935: Poema
- 1935: Barcelona
- 1935: Teresina
- 1936: Dardanella
- 1936: Morucha
- 1936: Kurai Nichiyōbi (暗 い 日 曜 日, Portada de " Gloomy Sunday ")
- 1937: Wakare no Blues (別 れ の ブ ル ー ス, Blues for Farewell)
- 1937: Madiana
- 1937: Amapola
- 1938: Ame no Blues (雨 の ブ ル ー ス, Rainy Blues)
- 1938: Rumba Tambah
- 1939: La Cumparsita
- 1952: La Seine
- 1952: Mi mantón
- 1953: Romance
- 1959: María la O
- 1959: Adiós
- 1960: Wasurerarenai Blues (忘 れ ら れ な い ブ ル ー ス, Blues inolvidable)
- 1982: Ame no Hi no Wakare / Last Song (雨 の 日 の 別離 / ラ ス ト ・ ソ ン グ, Separation at the Rainy Day / Last Song)
- 1993: Yuri Isu (揺 り 椅子, mecedora)